# Desa Karanganyar (administrativ by i Indonesien, Jawa Timur, lat -7,17, long 113,43)
Desa Karanganyar är en administrativ by i Indonesien.   Den ligger i provinsen Jawa Timur, i den västra delen av landet, 700 km öster om huvudstaden Jakarta. Desa Karanganyar ligger på ön Madura.